# I Wanna Hold You
«I Wanna Hold You» —en español: «Quiero abrazarte»—  es una canción de la banda británica McFly publicada como tercer sencillo de su segundo álbum Wonderland y como séptimo single de la banda por la discográfica Island Records. La canción, escrita por tres miembros de la banda, Tom Fletcher, Danny Jones y Dougie Poynter, debutó en el puesto n.º 3 en las listas británicas, además de alcanzar la posición nº15 en las listas irlandesas. 
Una de las ediciones del sencillo en CD contiene como "cara B" una versión de «Mr. Brightside», una famosa canción de The Killers, mientras que la otra incluye una canción llamada «Easy Way Out» compuesta por Tom Fletcher y Danny Jones.

## Controversias
La versión original de la canción era diferente a la publicada en el single. Compuesta solo por Tom y Danny, fue finalmente rechazada ya que la banda consideró que la letra no estaba a la altura y no se correspondía con el salto de madurez entre su primer y segundo álbum. Tom y Dougie re-escribireron la canción y la volvieron a grabar para la "demo" del álbum. No obstante, después de que esta se filtrara en Internet, aparecieron críticas sobre parte de la letra. La frase, «I'd destroy the World for you», se consideraba inapropiada para una canción pop. Finalmente se cambió dicha frase por «I'll change the world for you» y se grabó la canción otra vez para la versión final del álbum.

## Vídeo musical
En el vídeo de «I Wanna Hold You» se muestra a la banda actuando frente a una orquesta formada por mujeres con pelucas rubias. Durante el solo de la canción aparece una mujer del suelo bañada en pintura de aspecto metálico.

## Lista de canciones
| CD Single (Island MCSTD40436) |                    |          |  |
| N.º                           | Título             | Duración |  |
| 1.                            | «I Wanna Hold You» | 2:59     |  |
| 2.                            | «Mr Brightside»    | 3:37     |  |

| Maxi Single (Island MCSXD40436) |                                       |          |  |
| N.º                             | Título                                | Duración |  |
| 1.                              | «I Wanna Hold You»                    | 2:59     |  |
| 2.                              | «Easy Way Out»                        | 3:04     |  |
| 3.                              | «Tom Fletcher Interviews Danny Jones» | 10:16    |  |
| 4.                              | «I Wanna Hold You» (instrumental)     | 5:33     |  |

| DVD Single (Island MCSVD40436) |                                |          |  |
| N.º                            | Título                         | Duración |  |
| 1.                             | «I Wanna Hold You» (audio)     | 2:59     |  |
| 2.                             | «McFly Mini Movie»             |          |  |
| 3.                             | «I Wanna Hold You» (videoclip) | 2:59     |  |
| 4.                             | «Dougie & Harry Tie The Knot»  |          |  |

| EP Digital |                                                     |          |  |
| N.º        | Título                                              | Duración |  |
| 1.         | «I Wanna Hold You» (versión revisada)               | 3:02     |  |
| 2.         | «Easy Way Out»                                      | 3:04     |  |
| 3.         | «Interview» (Tom Fletcher entrevista a Danny Jones) | 10:16    |  |
| 4.         | «I Wanna Hold You» (versión instrumental)           | 3:01     |  |

## Posicionamiento en las listas de ventas
| Lista de ventas            | Posición más alta |
| -------------------------- | ----------------- |
| UK Singles Chart           | 3                 |
| Irish Singles Chart        | 15                |
| UK Chart of the Year 2005  | 130               |
| Billboard European Hot 100 | 12                |